# Kabinett Philippe I
Das Kabinett Philippe I war vom 15. Mai 2017 bis zum 19. Juni 2017 die amtierende Regierung Frankreichs unter Premierminister Édouard Philippe. Es war die vierzigste Regierung der Fünften Republik und die erste, die von Präsident Emmanuel Macron ernannt wurde. Vorgänger-Kabinett war das Kabinett Cazeneuve. Nachfolge-Kabinett war das Kabinett Philippe II. 

## Regierungszeit
Am 15. Mai 2017, einen Tag nach seinem Amtsantritt als Staatspräsident Frankreichs, ernannte Emmanuel Macron Édouard Philippe zum Premierminister. Das Kabinett wurde der Öffentlichkeit am 17. Mai 2017 präsentiert.
Das Kabinett war, wie in Frankreich üblich, als Übergangsregierung zwischen dem Amtsantritt des Präsidenten und der kurz darauf stattfindenden Parlamentswahl angelegt. Entsprechend trat die Regierung nach dem zweiten Wahlgang der Parlamentswahl am 19. Juni 2017 zurück, um Staatspräsident Macron eine Regierungsumbildung zu ermöglichen. Dieser beauftragte Édouard Philippe erneut mit der Regierungsbildung.

## Zusammensetzung

### Premierminister
|  | Amt             |  | Name             | Partei |
|  | --------------- |  | ---------------- | ------ |
|  | Premierminister |  | Édouard Philippe | LR     |

### Minister
|                 | Amt                                                                      |  | Name                  | Partei    |
| --------------- | ------------------------------------------------------------------------ |  | --------------------- | --------- |
|                 | Staatsminister, Justizminister                                           |  | François Bayrou       | MoDem     |
|                 | Staatsminister, Innenminister                                            |  | Gérard Collomb        | PS        |
|                 | Staatsminister, Minister für den ökologischen und solidarischen Übergang |  | Nicolas Hulot         | EELV      |
|                 | Minister für Europa und Äußeres                                          |  | Jean-Yves Le Drian    | PS        |
|                 | Minister für Bildung                                                     |  | Jean-Michel Blanquer  |           |
|                 | Ministerin für Hochschulbildung, Forschung und Innovation                |  | Frédérique Vidal      |           |
|                 | Minister für Wirtschaft und Finanzen                                     |  | Bruno Le Maire        | LR        |
|                 | Minister für den Haushalt                                                |  | Gérald Darmanin       | LR        |
|                 | Ministerin für Soziales und Gesundheit                                   |  | Agnès Buzyn           |           |
|                 | Verteidigungsministerin                                                  |  | Sylvie Goulard        | MoDem     |
|                 | Arbeitsministerin                                                        |  | Muriel Pénicaud       | parteilos |
|                 | Minister für den territorialen Zusammenhalt                              |  | Richard Ferrand       | LREM      |
|                 | Minister für Landwirtschaft und Ernährung                                |  | Jacques Mézard        | PRG       |
|                 | Ministerin für Kultur                                                    |  | Françoise Nyssen      | parteilos |
|                 | Ministerin für Sport                                                     |  | Laura Flessel-Colovic | parteilos |
| Annick Girardin | Ministerin für die Überseegebiete                                        |  | Annick Girardin       | PRG       |

### Beigeordnete Minister und Staatssekretäre
|  | Amtsbezeichnung des Staatssekretärs                                  | Ministerium                                                               |  | Name                | Partei    |
|  | -------------------------------------------------------------------- | ------------------------------------------------------------------------- |  | ------------------- | --------- |
|  | Staatssekretär für die Beziehungen zum Parlament; Regierungssprecher | Premierminister                                                           |  | Christophe Castaner | LREM      |
|  | Staatssekretärin für die Gleichstellung von Frauen und Männern       |                                                                           |  | Marlène Schiappa    | LREM      |
|  | Staatssekretär für Digitalisierung                                   |                                                                           |  | Mounir Mahjoubi     | LREM      |
|  | Staatssekretärin für Behinderte und den Kampf gegen Ausgrenzung      | Ministerium für Soziales und Gesundheit                                   |  | Sophie Cluzel       |           |
|  | Beigeordnete Ministerin für Transport                                | Ministerium für den ökologischen und solidarischen Übergang               |  | Élisabeth Borne     | parteilos |
|  | Beigeordnete Ministerin für Europaangelegenheiten                    | Ministerium für auswärtige Angelegenheiten und internationale Entwicklung |  | Marielle de Sarnez  | MoDem     |